# Ежен Атже
 Еже́н Атже́  (фр. Jean Eugene Auguste Atget, 12 лютого 1857, Лібурн, деп. Жиронда — 4 серпня 1927, Париж) — французький фотограф, що знімав архітектурні споруди, родоначальник європейської жанрової фотографії, знятої репортерським методом. Став фотографом у віці 42 років. Після того як його відкрила Береніс Еббот, художня цінність його робіт отримала широке визнання.

## Біографія
12 лютого 1857 року народився французький фотограф Ежен Атже в сім'ї бідних ремісників. У п'ятирічному віці осиротів, виховувався бабусею і дідом. Вступив в 1879 році в Консерваторію драматичного мистецтва. У цей час він познайомився з актрисою Валентиною Далафосс, з якою він прожив все життя. А в 1885 році був прийнятий в трупу пересувного театру. Протягом десяти років він намагався стати актором, граючи невеликі ролі в провінціях Франції і в передмістях Парижа. Але Атже — мовчазний чоловік, який в тринадцять років став юнгою і більше п'ятнадцяти років провів у морі до того, як вперше накласти театральний грим, — зовсім не підходив на ролі, які подобалися жінкам. Невдовзі він був змушений залишити акторську професію через хворобу зв'язок. Разом з рішенням залишити сцену прийшла необхідність знайти роботу, щоб забезпечити себе і дружину. Так Атже почав займатися живописом і графікою. Протягом року він намагався малювати. Він хотів відобразити все, що йому здавалося важливим і цікавим у Парижі, але пензель для цього не підходив.

Ежен Атже взявся за камеру в 1898 році, коли йому було сорок два роки. Він придбав важку, громіздку видову камеру з простим і не дуже різким об'єктивом. Ця камера ніколи більше не знімалася зі штатива, на який він її встановив. Він знімав повсякденне життя Парижа до його масштабної перебудови, запланованої і розпочатої бароном Османом. Він носив своє нескладне обладнання, роз'їжджаючи на автобусах в усі пори року, часто задовго до світанку, щоб встигнути застати ранкове світло на мовчазних вулицях. У всіх районах Парижа знали цю людину, чиї руки і особливо нігті були постійно чорними від хімікатів. Він стояв у довгому плащі, з кишень у нього стирчали касети для його великих негативів. Його постать в потертому одязі, і чорне покривало, яке він накидав на себе і камеру при зйомці, стали визначною пам'яткою. Парижани звали його «Папаша Атже».

Він фотографував з винятковою ясністю деталей, створюючи графічний літопис історії на основі суб'єктивного і часто поетичного бачення. Критики вважають його Уолтом Уітменом фотоапарата. Його заробіток залежав від замовлень. Так для французького Архіву він зробив серію документальних фотографій історичних будівель і середньовічних статуй. На першому поверсі п'ятиповерхової будівлі, де була його квартира, він повісив оголошення: «Атже — документи для художників». Шлюб і Утрилло були першими, хто придбав у нього кілька фотографій. Він дуже пишався тим, що його фотографії були для художників свого роду нагадуванням про побачене, позбавляли їх від необхідності малювати деталі. Попри те, що майстерню Атже також відвідували відомі художники (Брак, Дерен, Утрілло, Кіслінг, Фужіта та інші), матеріальна сторона життя майстра протягом усього його життя лишалися вкрай мізерною, особливо в роки Першої світової війни.

Загалом фотографія не принесла Ежену Атже великого багатства: відносну свободу він отримав тільки в 1920-х роках коли Історична бібліотека міста Парижа купила у нього 5650 фотографічних знімків. Але він не залишив улюбленої справи, фотографуючи практично до останнього дня свого життя. Він помер 4 серпня 1927 у Парижі хворим і невизнаним, ледве зводячи кінці з кінцями, залишивши після себе більше десяти тисяч негативів, які зараз прикрашають провідні музеї світу.

Атже — найбільша постать в історії фотомистецтва, один з піонерів міської фотографії. Хоча Атже не був знаменитий за життя, його роботи надихнули багатьох талановитих фотографів XX сторіччя.

## Творчість

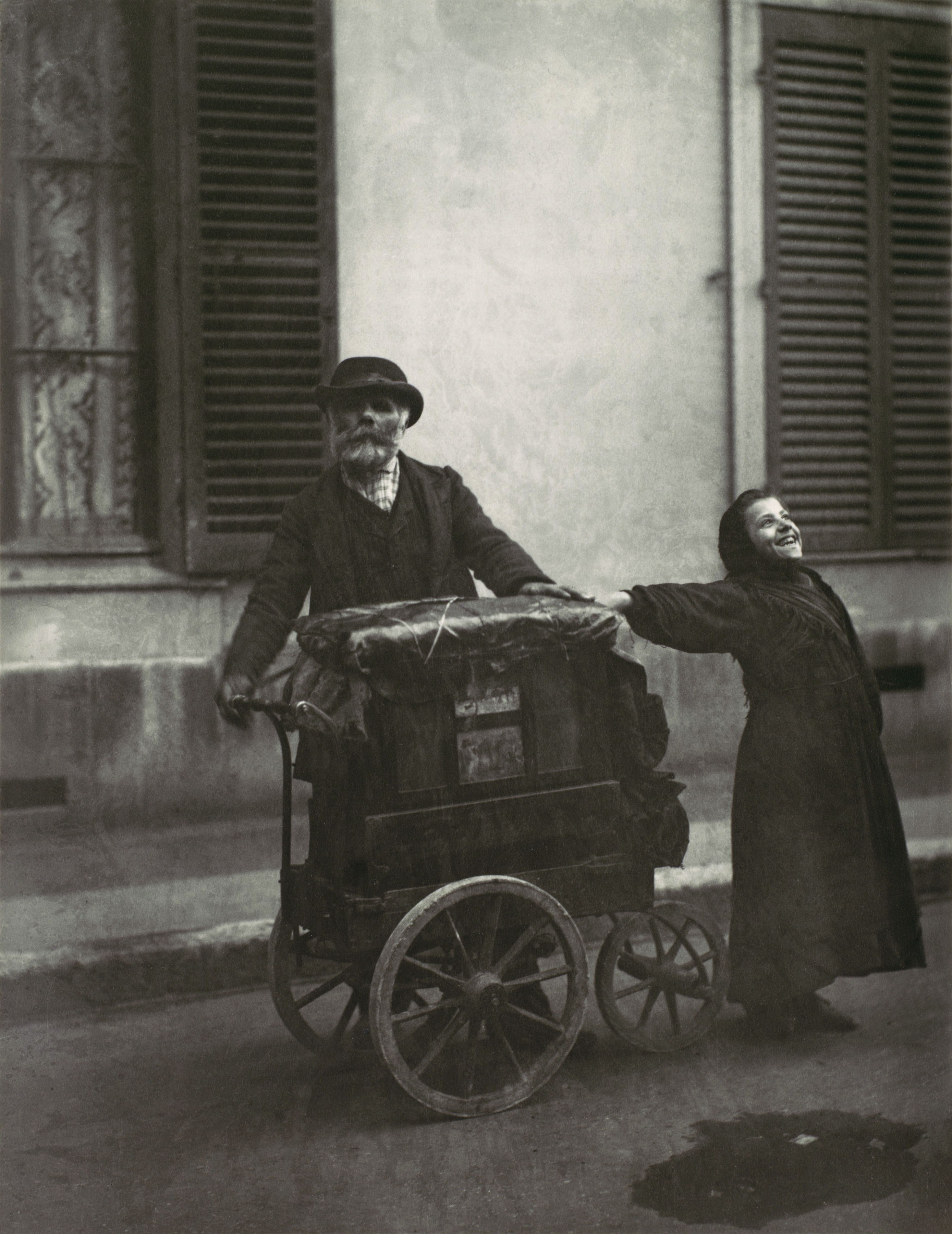
Органний гравець (1898)

Ежен Атже ніколи не називав себе фотографом: він вважав назву «автор-продюсер» кращою. Спочатку він намагався стати художником, потім — актором, але безуспішно. Нарешті в 1898 році Атже взяв у руки фотоапарат і почав фотографувати старий Париж. Головною його метою було створення «документів», так він називав свої фотографії міських краєвидів і архітектури. Важлива була для нього і комерційна сторона — він продавав свої фотографії художникам. Атже знімав парки, озера, магазинні вітрини, продавців, повій, будівлі, квіткові ларьки, сади зі скульптурами, дверні прорізи, мости, вуличні сцени Парижа. Окрім художників, його покупцями були, декоратори, сценографи, карикатуристи, архітектори, колекціонери — але не фотографій, а, скажімо, міських ліхтарів або фонтанів, — тобто ті, хто колекціонував не самі споруди, а їх зображення. Оскільки у Парижі було багато подібних споруд — церкви, мости, скульптури, вітрини магазинів, декоративне оздоблення будинків, інтер'єри і багато, багато іншого, — зображення яких можна було колекціонувати, і ще більше людей, які збирали ці зображення, то Атже ніколи не залишався без роботи. Атже виявився творцем унікального архіву, але з'ясувалося це через багато років після його смерті. Роботи Атже демонструють здатність сформувати привабливу композицію із буденних, непримітних об'єктів. Поетичне бачення міста, служіння і відданість обраній темі — притаманні риси творчості фотографа.

Художник і фотограф Мен Рей познайомив Атже з сюрреалістами і з Береніс Еббот. Після його смерті Еббот відшукала більшість з його восьми тисяч негативів, які становили роботу всього життя фотографа.

## Інтерес до творчості Ежена Атже
Хоча Ежен Атже не був особливо знаменитий за життя, його роботи надихнули багатьох талановитих фотографів XX століття.
|  | ... Я познайомився з роботами Атже, фотографа з трагічною долею, і вони справили на мене настільки сильне враження, що, напевно, під їх впливом я і купив свій перший фотоапарат. |

 — згадував Анрі Картьє-Брессон.
|  | Його будуть пам'ятати, як історика міста, справжнього романтика, закоханого в Париж, як Бальзака у фотографії, що з його робіт ми можемо сплести величезний гобелен французької культури. |

 — вважала Береніс Еббот.
|  | Фотографії Атже - невимушені і емоційно чисті записи рідкісного і витонченого сприйняття і представляють, мабуть, найбільш ранню форму чистого мистецтва фотографії. |

 — писав Ансель Адамс.
Атже був одним з багатьох комерційних фотографів Парижа, які часто робили схожі знімки, особливо це стосувалося пам'яток міста. Вони, як і Атже не претендували на те, щоб їхні знімки називалися творами. А він, як і вони, часто просто фіксував нескінченність об'єктного світу, що оточував його. Але щось все ж виділяло його знімки з-поміж загального потоку фотозображень тих років, якщо час вибрав його. Він багато, але дешево продавав свої фотографії, ніколи не замислюючись про їх реальні переваги, бо використовувалися вони дуже утилітарно. Що ж до його посмертної слави, то багаторічні зусилля двох його шанувальників не пропали дарма — сьогодні ім'я фотографа згадується у всіх книгах по історії світової фотографії, як володаря незвичайного, а часом і загадкового погляду на буденний, навколишній світ.

Інтерес до творчості Атже виник на початку 1920х років. Одним з перших з його роботами знайомиться американський фотограф Ман Рей, який тоді жив у Парижі. Виявилося, що вони сусіди — обидва жили на одній вулиці. Ман Рей придбав у Атже кілька десятків його знімків, деякі з них він публікує в журналі. Трохи пізніше він знайомить Атже з двома американцями: молодою жінкю-фотографом Береніс Еббот і зовсім тоді юним Леві. Обидва буквально з першого погляду були зачаровані та вражені творчістю паризького фотомайстра. Еббот починає регулярно відвідувати старого майстра, розмовляє з ним. Атже потроху розповідає про свою творчість, показує велику кількість фотографій. Зав'язується приятельський контакт.
У 1927 році Атже раптово помирає. Його роботи розпродаються довіреною особою фотографа. Еббот здобуває все залишилося у його фотолабораторії — 1300 скляних негативів і 7000 знімків, зібраних у кілька альбомів. Ця колекція вирушає до Америки. Еббот пропонує Леві, який ще за життя Атже придбав кілька десятків його робіт, об'єднати зусилля з популяризації творчості фотографа. Леві, будучи заможнішим, вкладає в це свої кошти і відкриває в 1931 галерею, в якій відбулися перші покази робіт паризького фотомайстра. А Еббот пробує відпрацювати технологію друку з негативів парижанина. Це виявляється дуже непростою справою. Річ у тому, що Атже практично до самої смерті користувався вже майже забутою до того часу технологією друку альбуміном. Леві і разом з Еббот починають спільні акції для популярізації за океаном невідомого там фотографа. Їх зусилля не пропадають марно, і до середини тридцятих ім'я Атже стає відомим в арт-колах Сполучених Штатів.
У 1930 році молодий американський арт-дилер Жульєн Леві писав своїй знайомої про враження від знайомства з колекцією Атже:
|  | Фотографії подарували мені божественне літо ... немає нічого кращого, що б я міг зараз собі побажати, ніж оточити себе знімками Атже, кожен новий, що я відкриваю для себе (а їх тисячі), є справжнім одкровенням. |

У 1968 році Нью-Йоркський музей сучасного мистецтва придбав зібрання робіт Атже з архіву Береніс Еббот.

## Виставки
- Rouen vue par Atget, (Bibliothèque municipale de Rouen, 1979) — «Руан очима Атже»
- Les Hauts-de-Seine en 1900—127 photographies d'Eugène Atget, (Musée de l'Ile-de-France, orangerie du château de Sceaux, 26 квітня — 26 червня 1991) — «О-де-Сен у 1900—127 фотографій Ежена Атже»
- Atget, une rétrospective, (Національна бібліотека Франції, 27 березня — 1 липня 2007) — «Атже. Ретроспектива»
- Eugène Atget — Paris um 1900, (Fotomuseum Winterthur/Suisse березень — 25 травня 2008) — «Ежен Атже — Париж в 1900-му»
- El viejo Paris, (Fundacion Mapfre, Мадрид, 27 березня — 27 серпня 2011) — «Старий Париж»

## Цікаві факти
- Сучасні для того часу споруди мало цікавили Атже: ні на одному з його знімків немає, скажімо, Ейфелевої вежі.
- За тридцять років своєї фотографічної кар'єри, за приблизними підрахунками людей, які вивчали його творчість, Атже зробив від восьми до десяти тисяч різноманітних негативів і продав кілька тисяч друкованих фотографій, зроблених з цих негативів.
- На честь Атже названо кратер на Меркурії.